# Anna Senoner
Anna Senoner (* 14. November 2007 in Sterzing) ist eine italienische Nordische Kombiniererin.

## Werdegang
Senoner war als Kind in Ausdauersportarten wie Crosslauf und Skilanglauf aktiv, ehe sie über ihren Bruder Manuel zur Nordischen Kombination kam. Seit 2018 startet die Südtirolerin an internationalen Rennen und vertritt dabei neben Italien auch den Ski Club Gardena. In der Jugend nahm sie auch an reinen Skisprung-Wettbewerben teil, wobei ihr Trainingsschwerpunkt auf der Kombination lag. So auch bei den Nordischen Junioren-Skiweltmeisterschaften 2023 im kanadischen Whistler: Beim Teamspringen half sie der italienischen Mannschaft aus und wurde mit ihr Fünfter. Im Einzelrennen der Nordischen Kombination belegte sie Rang 13. Am 3. März 2023 debütierte Senoner in Eisenerz im Continental Cup 2022/23, dem Unterbau zum Weltcup. Dabei lief sie auf den 16. und 13. Platz und wurde gemeinsam mit Domenico Mariotti, Greta Pinzani und ihrem Bruder Manuel Senoner Fünfte im Mixed-Team.
Zu Beginn der Saison 2023/24 erreichte sie in Lillehammer erneut die Punkteränge im Continental Cup. Ende Januar 2024 nahm sie an den Olympischen Jugend-Winterspielen 2024 in Gangwon teil. Im Einzel erreichte sie den zehnten Platz.  Im Mixed-Team mit Bryan Venturini, Giada Delugan und Manuel Senoner gewann sie Bronze. Wenige Wochen später trat Senoner an den Nordischen Junioren-Skiweltmeisterschaften in Planica an. Im Teamwettbewerb der Spezialspringerinnen wurde sie Sechste. Im Gundersen-Rennen belegte sie den 17. Platz. Bei ihrem Debüt im Grand Prix, der höchsten internationalen Wettkampfserie im Sommer, wurde Senoner disqualifiziert. Im Mixed-Team lief sie auf den zehnten Rang.
Am 6. Dezember 2024 startete Senoner erstmals im Weltcup. Sowohl das Gundersen- als auch das Compact-Rennen beendete sie mehrere Minuten hinter der Spitze auf dem 32. und letzten Platz – trotzdem gewann sie damit Weltcup-Punkte. Bei den Nordischen Junioren-Skiweltmeisterschaften 2025 in Lake Placid wurde sie gemeinsam mit Greta Pinzani Sechste im Teamsprint. Im Einzel belegte sie den 17. Platz.  Bei den Nordischen Skiweltmeisterschaften 2025 in Trondheim belegte sie im Massenstart Rang 32. Im Gundersen Einzel lief sie auf den 33. Platz.

## Privates
Senoner kommt aus Wolkenstein in Gröden. Ihr älterer Bruder Manuel (* 2006) ist ebenfalls Nordischer Kombinierer. Beide besuchten das Schigymnasium im österreichischen Stams.

## Statistik

### Continental-Cup-Platzierungen
| Saison  | Platz | Punkte |
| ------- | ----- | ------ |
| 2022/23 | 29.   | 78     |
| 2023/24 | 43.   | 58     |
| 2024/25 | 29.   | 78     |